# Licurici
Licurici là một xã thuộc hạt Gorj, România. Dân số thời điểm năm 2002 là 2628 người.